# 274333 Вознюкігор
274333 Вознюкігор (274333 Voznyukigor) — астероїд головного поясу, відкритий 2 вересня 2008 року в Андрушівці.
Відповідно до стандартної зоряної величини 16,1, діаметр астероїда оцінюється у 2–4 км (за умови, що його альбедо лежить у межах 5–25%).